# Dioscorea pallens
Dioscorea pallens là một loài thực vật có hoa trong họ Dioscoreaceae. Loài này được Schltdl. mô tả khoa học đầu tiên năm 1843.